# Вишневка (Зерноградский район)
Вишне́вка — хутор в Зерноградском районе Ростовской области России.
Входит в состав Россошинского сельского поселения.

## География

### Улицы
- ул. Урожайная,
- ул. Южная,
- пер. Восточный,
- пер. Западный.

## История
В августе 1963 г. населенный пункт племенной бригады переименован в Вишнёвка.

## Население
| 2010 |
| ---- |
| 187  |